# Frank Köhler
Frank Köhler (* 1971 in Altdöbern) ist ein deutsch-australischer Malakologe.

## Leben
Köhler studierte ab 1991 Zoologie, Botanik und Biochemie an der Humboldt-Universität zu Berlin, wo er 1998 diplomiert wurde. Ab 1999 folgte ein Doktoratsstudium an derselben Universität, wo er 2003 mit der Dissertation Brotia in Space and Time: Phylogeny and Evolution of Southeast Asian Freshwater Gastropods of the Family Pachychilidae (Caenogastropoda, Cerithioidea) unter der Leitung von Matthias Glaubrecht zum Doktor der Naturwissenschaften promoviert wurde. Von 2003 bis 2004 arbeitete er als wissenschaftlicher Assistent und von 2005 bis 2008 als Postdoc am Museum für Naturkunde in Berlin. Von 2008 bis 2010 war er als wissenschaftlicher Mitarbeiter am Department of Environment & Conservation in Western Australia tätig. Seit 2011 ist er wissenschaftlicher Mitarbeiter am Australian Museum. Von 2011 bis 2017 war er außerordentlicher Senior Lecturer und seit 2018 ist er Lehrbeauftragter (Adjunct Professor) an der University of New South Wales.
Von 2006 bis 2008 leitete Köhler sein erstes eigenes Forschungsprojekt über die Artbildung und Radiation von Süßwasserschnecken in Thailand. Während seiner Doktoranden- und Postdoc-Karriere reiste er ausgiebig in Südostasien und besuchte die Sammlungen vieler naturhistorischer Museen in Europa. Köhlers besonderes Interesse gilt der Phylogenie und Evolution von nicht-marinen Schnecken. Er verwendet sowohl molekulare als auch morphologische Merkmale, um Fragestellungen zur Taxonomie, Systematik, Biogeographie, Artbildung und Radiation von Süßwasser- und Landschnecken zu klären.
Zu seinen Forschungsprojekten zählen phylogenomische Studien von Schnecken, die Evolution und Diversität der australasiatischen Landschneckenfamilien Camaenidae und Pupillidae, die Phylogenie und Systematik der südostasiatischen Süßwasserschneckenfamilien Pachychilidae und Semisulcospiridae, die Artbildung, Hybridisierung und Radiation bei nicht-marinen Gastropoden, die Biogeographie der nicht-marinen Schnecken Asiens und Australasiens sowie molekulare Ansätze in der systematischen Zoologie.
Köhler war an den Erstbeschreibungen von über 250 Arten sowie der Gattungen Cardiotrachia, Figuladra, Jagora, Kimberleydiscus, Kimberleymelon, Kimberleytrachia, Kymatobaudinia, Limpidarion, Molema, Nannochlora, Nannochloritis, Nanotrachia, Nodulabium, Ototrachia, Pseudomesodontrachia, Rachita, Setocallosa, Vincentrachia, Ubiquitarion, Xeromelon, Youwanjelo und Attenborougharion beteiligt. Seit 2016 wirkt er an Expeditionen auf die Lord-Howe-Insel mit, um die artenreiche Landschneckenfauna der Insel zu studieren. Diese Arbeit gipfelte 2020 in der Veröffentlichung des Buches A field guide to the land snails of Lord Howe Island, das in Zusammenarbeit mit Isabel Tyrrell Hyman und dem Australian Museum entstand.